# La spia delle giubbe rosse
La spia delle giubbe rosse (The Pathfinder) è un film del 1952 diretto da Sidney Salkow.
È un film western statunitense ambientato nel 1754 con George Montgomery, Helena Carter e Jay Silverheels. È basato sul romanzo del 1840 La staffetta di James Fenimore Cooper.

## Trama

Verso il 1750, una guida degli inglesi che lottano contro i francesi e gli indiani per il possesso del Canada, si finge traditore per impadronirsi di importanti segreti militari. Riuscirà nella missione aiutato da una ragazza interprete e dal fedele amico mohicano.

## Produzione
Il film, diretto da Sidney Salkow su una sceneggiatura di Robert E. Kent e un soggetto di James Fenimore Cooper, fu prodotto da Sam Katzman per la Columbia Pictures Corporation e girato, tra le altre location, a Van Nuys e Camarillo e nei pressi delle Malibu Mountains, nell'area di Los Angeles, dal 1º aprile all'11 aprile 1952.

## Distribuzione
Il film fu distribuito con il titolo The Pathfinder negli Stati Uniti dal 1º gennaio 1953 (première il 9 dicembre 1952) al cinema dalla Columbia Pictures. Il film non fu mai distribuito in Egitto dopo che le autorità locali lo avevano bandito in quanto nella trama i britannici battevano i francesi.
Altre distribuzioni:
- in Svezia il 18 maggio 1953 (Stigfinnaren)
- in Finlandia il 14 agosto 1953 (Mohikaanien kosto)
- in Danimarca il 19 ottobre 1953 (Stifinder)
- in Germania Ovest il 16 dicembre 1955 (Sein Freund, der Lederstrumpf)
- in Austria nel luglio del 1956 (Sein Freund, der Lederstrumpf)
- in Brasile (Aliança de Sangue)
- in Italia (La spia delle giubbe rosse)
- in Belgio (Le trappeur des grands lacs)
- in Grecia (Sklavoi tis ekdikiseos)

## Promozione
Le tagline sono:
- THE LOVE STORY OF THE GREATEST INDIAN-FIGHTER OF THEM ALL!
- Sweeping Across the Fierce Frontier!